# Mbeere District
Der Mbeere District war ein Bezirk in der Provinz Eastern in Kenia. Die Hauptstadt war Siakago. Im Distrikt lebten 1999 170.953 Menschen auf 2093 km². Der Bezirk unterteilte sich in die vier Divisionen Gachoka, Mwea, Evuvori und Siakago. Im Mbeere District lebten im Jahr 1997 56 % der Einwohner unterhalb der Armutsgrenze.
Im Rahmen der Verfassung von 2010 wurden die kenianischen Distrikte aufgelöst. Das Gebiet gehört heute zum Embu County.

## Wirtschaft
Die Menschen im District lebten hauptsächlich von Landwirtschaft und Viehzucht. Angebaut wurden unter anderem Tabak und Baumwolle. Der Tana River floss durch den Bezirk und wurde durch mehrere Dämme gestaut. Verschiedene Wasserkraftwerke produzierten dort Strom.

## Gesundheitswesen
Im Jahr 2005 verfügte der Mbeere District über insgesamt 32 Einrichtungen des Gesundheitswesen, davon zwei Krankenhäuser. Die häufigsten Erkrankungen im Bezirk waren Malaria, Atemwegsinfektionen und Wurmerkrankungen. Die HIV-Prävalenz lag 2005 bei 12,5 %. Die Säuglingssterblichkeit lag bei 7,1 %, während 11,9 % der Kinder vor ihrem 5. Geburtstag verstarben.